# Ledesma, Salamanca
Ledesma là một đô thị ở tỉnh Salamanca (Tây Ban Nha). Theo điều tra dân số năm 2003, đô thị này có 1.882 dân (944 nam giới, 938 nữ giới), diện tích là 14,122 km². Đô thị này nằm ở khu vực có độ cao 730 m trên mực nước biển. Mã số bưu chính là.
Trong thời La Mã Cổ đại, thành phố này có tên là Bletisa. 